# Panzerkampfwagen VIII Maus
Panzerkampfwagen VIII Maus (Sd.Kfz 205) е немски проект за свръхтежък танк. Това е най-тежкият танк, който достига фазата на фукциониращ прототип през Втората световна война. Основният дизайн, познат като VK7001/Porsche Type 205, е предложен на Адолф Хитлер от Фердинанд Порше през юни 1942 г. Хитлер одобрява проекта и първият прототип е готов през 1943 г. и първоначално е кръстен „Mammut“ (от немски: „Мамут“). Името е променено първо на Mäuschen (Мишле) през декември 1942 г. и накрая през февруари 1943 г. на Maus („Мишка“).

## Общи характеристики
Корпусът на танка е дълъг 10,09 m, широк – 3,67 m, висок – 3,66 m, тежи около 180 t. Основното въоръжение на „Мишката“ е 128 mm оръдие KwK44 L/55 (Pak 44), а допълнителното сдвоено с основното 75 mm оръдие KwK 37 L/24. Бронята е дебела между 60 и 240 mm. Въпреки планираното производство на между 150 и 200 танка, 9 са започнати, а само 2 завършени до края на войната.
Основен проблем на „Мишката“ е, че поради неговата маса няма двигател, който да го задвижи с предвидените 20 km/h. Подобреният бензинов двигател Daimler-Benz MB 509, използван при прототипа, го задвижва с 13 km/h, при перфектни условия. Окачването също е подобрено, за да понесе масата на танка.
Танкът не може да прекосява мостове и затова е снабден с шнорхел за преминаване по дъното на реки, дълбоки до 13 m. Предвиждало се е танковете да преминават по двойки, като преминаващия по дъното танк е херметизиран, без екипаж и получава електрозахранване и управление от танка на брега.
„Мишката“ е проектирана от самото начало да използва електрическата трансмисия, изпробвана неуспешно от Фердинанд Порше при Tiger I. Първоначалният модел е с бензинов двигател – авиационен 12-цилиндров Daimler-Benz MB 509 с мощност 1080 к.с., но по-късните са с дизелови – Daimler-Benz MB 517 с мощност 1200 к.с. Притежава масивен електрически генератор, който заема 2/3 от корпуса, отцепвайки кабината на механик-водача от купола.
Поради използваните уникално широки вериги – 1100 mm, има тесен „тунел“ в корпуса под и зад купола, който съдържа двигателя и акумулатора на танка.
Танкът е невероятно добре брониран, предната долна корпусна броня е гласисна (с наклон) 35° от вертикала и дебела 200 mm. Страничната броня е 180 mm дебела, а задната – 160 mm. Фронталната куполна е 240 mm, 200 mm от страните и 60 mm отгоре.

## История
Първоначалният план е „Мишката“ да стане готов до лятото на 1943 г., с планирано производство на по пет танка на месец след първия прототип. Изработката е разделена между „Круп“, които да изработят шасито и „Алкет“ – въоръжението и окончателната сглобка.
Първоначално е предвидено „Мишката“ да тежи 100 t и да е въоръжен със 128 mm оръдие и 75 mm оръдие сдвоено с основното. Съществуват планове за най-различни второстепенни въоръжения, но през януари 1943 г. Хитлер настоява въоръжението да остане същото.
До май 1943 г. е готов дървен модел на последната конфигурация и е представена на Хитлер, който го одобрява за производство и поръчва първата серия от 150 танка. Танкът вече тежи 188 t но Хитлер казва, че 128 mm оръдие изглежда като играчка в сравнение с танка и затова то е променено от 128 mm на 150 mm KwK44 L/38.
Първите безкуполни прототипи (V1) са изработени от Алкет през декември 1943 г., а през същия месец започват експерименти с фалшив купол, тежащ колкото истинския.
През юли 1944 г. производство на модела V1 е спряно и съществуващите прототипи са изхвърлени за скрап. През август е създаден моделът V2 с новия дизелов двигател Daimler-Benz MB 517 и окачване и вериги от Шкода.
Известни са планове за противовъздушна версия, която да се нарича Flakzwilling 8,8 cm Auf Maus, с въоръжение от 88 mm противовъздушни оръдия в специален купол.
Двата опитни екземпляра са взривени от германците при настъплението на съветските войски. През 1946 г. останките от машините са пренесени в СССР, където от двата екземпляра е сглобен един. Използван е за изпитания на артилерийски снаряди. Понастоящем е експонат в музея за бронетанкова техника в Кубинка край Москва.